# Ерні Чатфілд
Ерні Чатфілд (англ. Alfred Ernle Montacute Chatfield, 1st Baron Chatfield; 27 вересня 1873, Саутсі, Гемпшир — 15 листопада 1967, Бакінгемшир) — британський воєначальник, флотоводець, адмірал флоту (1935) Королівського військово-морського флоту Великої Британії. Перший морський лорд (1933—1938). Учасник Першої світової війни.

## Біографія
Військова кар'єра
- 1886 — кадет ВМС
- листопад 1888 — мічман
- 27 вересня 1892 — суб-лейтенант
- 27 березня 1894 — лейтенант
- 1 січня 1904 — командер
- 30 червня 1909 — капітан
- 31 липня 1920 — контрадмірал
- 1 березня 1926 — віцеадмірал
- 1 квітня 1930 — адмірал
- 8 травня 1935 — адмірал флоту

Альфред Ернл Монтегю Чатфілд народився в родині британського адмірала Альфреда Джона Чатфілда та Луїзи Чатфілд (уродженої Фолконер). Освіту здобув у школі Святого Ендрю в Тенбі, перш ніж у 1886 році вступити до лав Королівського флоту кадетом на навчальний корабель «Британія». В листопаді 1888 року він вийшов у море мічманом на корветі «Клеопатра», а в 1890 році перейшов на крейсер «Воспайт», флагман Тихоокеанської станції.
У травні 1894 року Ерні Чатфілд продовжив службу на пре-дредноуті «Роял Соверін», флагманському кораблі флоту Ла-Маншу. У 1895 році поступив на навчання до морської артилерійської школи HMS Excellent, а в серпні 1897 року — продовжив вчитися в артилерійській школі HMS Cambridge у Девонпорті. У січні 1899 року Чатфілд став офіцером артилерії на лінкорі «Сізар» Середземноморського флоту, а з січня 1900 року навчався у школі артилеристів HMS Wildfire у Ширнессі. У листопаді 1902 року став першим лейтенантом і артилерійським офіцером на крейсері «Гуд Хоуп» Атлантичного флоту. В січні 1904 року він перейшов на лінкор «Венерабл» Середземноморського флоту.
У березні 1906 року він повернувся на HMS Excellent і незабаром став командиром лінкора «Албемарл», капітаном флагманського корабля контрадмірала сера Коліна Кеппела, другого командувача Атлантичного флоту. В лютому 1910 року Чатфілд призначений командиром лінкора «Лондон». Після навчання в Королівському військово-морському військовому коледжі в Портсмуті він служив капітаном переобладнаного лайнера «Медина» у Королівському турі по Індії в 1911 році. Влітку 1912 року він отримав під своє командування спочатку панцерний крейсер «Абукір» у складі Резервного флоту, у вересні 1912 року став командиром крейсера «Саутгемптон», а потім — лінійного крейсера «Лайон», флагмана 1-ї ескадри лінійних крейсерів контрадмірала Девіда Бітті.
Під час Першої світової війни Чатфілд брав участь у битві в Гельголандській затоці в серпні 1914 року, у битві при Доггер-банці в січні 1915 року, а також в Ютландській битві в травні 1916 року як флагман Бітті на «Лайоні». Саме в Ютландській битві, після вибуху двох британських лінійних крейсерів, Бітті зробив своє знамените зауваження: «Здається, щось не так з нашими клятими кораблями сьогодні».
Чатфілд продовжив командувати лінкором «Айрон Дюк», флагманом Бітті як головнокомандувача Великого флоту в листопаді 1916 року, а в лютому 1917 року очолив лінкор «Квін Елізабет», новий флагман адмірала Бітті. 5 квітня 1919 року Чатфілд став кавалером ордена Святого Михайла і Святого Георгія.
Після війни, з липня 1919 року, Чатфілд служив Четвертим морським лордом. 26 січня 1920 року призначений військово-морським ад'ютантом короля. В лютому 1920 року став помічником Начальника військово-морського штабу. У вересні 1922 року він був призначений командиром 3-ї ескадри легких крейсерів, а у квітні 1925 року — Третім морським лордом і контролером Королівського флоту.
В березні 1929 року Ерні Чатфілд став командувачем Атлантичного флоту під своїм прапором на лінкорі «Нельсон», а у травні 1930 року він став командувачем Середземноморського флоту під прапором на лінкорі «Квін Елізабет». У січні 1933 року Чатфілд став Першим морським лордом. Як Перший морський лорд він відстоював аргументи, що Королівський флот повинен мати 70 крейсерів, а не 50 крейсерів, які були погоджені на Лондонській військово-морській конференції 1930 року. Також Чатфілд відстояв позицію, що Повітряні сили флоту Великої Британії мають залишатися частиною Королівського флоту, а не Королівських повітряних сил.
3 травня 1935 року він отримав звання адмірала флоту, а в серпні 1938 року пішов у відставку з Королівського флоту.
У 1939-1940 pоках Ерні Чатфілд Міністр координації оборони Об'єднаного Королівства. На цій посаді виступав за збільшення виробництва боєприпасів. Вийшовши у відставку, очолив комітет з евакуації лікарень Лондона, а потім поїхав у свій маєток у Бакінгемширі.